# Emilio Aguinaldo
Pour les articles homonymes, voir Aguinaldo.
Emilio Aguinaldo, né à Imus le 22 mars 1869 et mort à Quezón City le 6 février 1964, est un homme d'État philippin, président de la république des Philippines de 1897 à 1901.

## Biographie
Fils du maire de sa ville de naissance, il étudie à Manille. Après son retour dans sa région d’origine, il prend la direction d'une rébellion contre la domination coloniale espagnole et doit s’exiler à Hong Kong en 1888, où il rencontre notamment Felipe Agoncillo. Là, il étudie la tactique militaire et réunit un arsenal en vue de son retour aux Philippines. En 1895, il rejoint le Katipunan, organisation secrète indépendantiste conduite par Andrés Bonifacio, qui entame en 1896 la lutte armée contre l’Espagne.

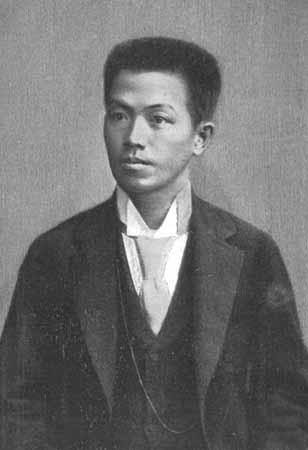
Emilio Aguinaldo, président des Philippines, vers 1898.

Au commencement de la guerre hispano-américaine en 1898, Aguinaldo s’allie avec les militaires américains et leur livre 15 000 prisonniers espagnols. Constatant que les États-Unis ont remplacé la domination espagnole par la leur, et considérant cela comme une nouvelle occupation du pays, Emilio Aguinaldo déclare l'indépendance le 12 juin 1898. Il est choisi comme président le 1er janvier 1899 et un mois plus tard, il déclare la guerre aux États-Unis. Le 23 mars 1901, il est capturé par les forces des États-Unis, par le général Arthur Mac Arthur et doit promettre loyauté aux États-Unis pour sauver sa vie.
Il se retire ensuite de la vie publique jusqu'en 1935, quand il tente de se faire élire à la présidence du Commonwealth des Philippines, élection finalement remportée par son ancien aide de camp Manuel Quezón. Il obtient alors 179 349 voix, soit 17,54 % des suffrages.
Durant l'occupation japonaise du pays lors de la Seconde Guerre mondiale à la suite de l'invasion de 1942, il coopère avec les envahisseurs japonais contre le général Douglas Mac Arthur, commandant américain du Pacifique et fils du général Mac Arthur, son vainqueur en 1901. Il apporte son soutien aux Japonais lors d'émissions radiodiffusées, ce qui lui vaut d’être arrêté à la libération par les autorités américaines. Il sera cependant libéré sans jugement. En 1950, avant sa retraite définitive de la vie politique, il est nommé membre du Conseil d’État.
Sa mort, le 6 février 1964, provoqua une grande émotion aux Philippines, car il était une figure emblématique de la lutte pour l'indépendance du pays.